# مصيدة أيون الحزم الإلكترونية

مصيدة أيون الحزمة الإلكترونية

مصيدة أيون الحزمة الإلكترونية هي عبارة عن زجاجة كهرومغناطيسية تُنتج وتحصر أيونات عالية الشحنة. تستخدم المصيدة شعاع إلكترون مركّز بحقل مغناطيسي قوي لتأيين الذرات إلى حالات شحن عالية من خلال التأثير المتتابع للإلكترون.

## عملية
تكون الأيونات الموجبة المنتَجة في المنطقة التي تُقاطع فيها الذرات شعاع الإلكترون محصورة بإحكام في حركتها عن طريق الانجذاب القوي الناتج عن الشحنة السالبة لشعاع الإلكترون. لذلك تدور هذه الأيونات حول شعاع الإلكترون، وتعبره بشكل متكرر مؤدية إلى المزيد من التصادمات والتأيّنات. تُستخدم أقطاب كهربائية محاصرة تحمل فولطية إيجابية مرتبطة بالقطب المركزي لتقييد حركة الأيون على طول اتجاه محور شعاع الإلكترون.
تستطيع مصيدة الأيون الناتجة أن تحتجز الأيونات لعدة ثوانٍ ودقائق، ويمكن بهذه الطريقة تحقيق الشروط للوصول إلى أعلى حالات الشحن حتى اليورانيوم الصرف (+U ). تتطلب الشحنة القوية اللازمة للحبس الشعاعي للأيونات تيارات شعاع إلكترون كبيرة تصل إلى عشرات الملايين. تُستخدم الفولطيات العالية (ما يصل إلى 200 كيلو فولط) في نفس الوقت لتسريع الإلكترونات من أجل تحقيق حالات شحن عالية للأيونات.
يُحتفظ بالفراغ الموجود في الجهاز عادة عند مستويات الفراغ العالي لتجنب تقليل شحن الأيونات عن طريق الاصطدام مع ذرات محايدة يمكنها من خلالها التقاط الإلكترونات، وذلك مع قيم ضغط نموذجية تتراوح بين 12^10 تور فقط (~ 10-10 باسكال).

## تطبيقات
تُستخدم مصيدة أيون الحزمة الكهربائية لاستكشاف الخصائص الأساسية للأيونات العالية الشحنة، وذلك كاستخدام التحليل الطيفي الفوتوني على وجه الخصوص في سياق نظرية بنية التركيب الذري النسبية والديناميكا الكهربائية الكمية. إن استعداد المصيدة للتجهيز والإصدار في حجم مجهري لظروف البلازما الفلكية الفيزيائية ذات درجة الحرارة العالية والبلازما الاندماجية في الحبس المغناطيسي تجعل منها أدوات بحثية مناسبة للغاية. تشمل المجالات الأخرى دراسة تفاعلاتها مع الأسطح والتطبيقات الممكنة على علم الأحياء المجهرية.